# Victoria Ocampo
Victoria Ocampo Aguirre (Buenos Aires, 7 de abril de 1890 - Beccar, 27 de janeiro de 1979) foi uma escritora, intelectual, ensaísta, tradutora, editora, filantropa e mecenas argentina. Desde o dia de sua morte até hoje foram publicados 26 livros escritos por Victoria. Dentre eles, sua autobiografia publicada em seis volumes os quais começou a escrever no ano de 1951.

## Biografia
Nascida em uma família aristocrática, foi educada por governantas e seu primeiro idioma foi o francês. Em 1924 publicou sua primeira obra, De Francesca a Beatrice, editada pela Revista de Occidente com a ajuda de José Ortega y Gasset. Desde sua juventude participou das primeiras manifestações dos movimentos feministas, intelectuais e antifascistas argentinos, o que a levou a fundar em 1936 a Unión Argentina de Mujeres. Militou na oposição ao peronismo, sendo presa por 26 dias em 1953.
Suas viagens permitiram a ela estabelecer contato com expoentes da literatura e do campo intelectual. Encorajada por Waldo Frank e Eduardo Mallea, fundou a revista e editora Sur em 1931, que promoveu obras literárias de autores nacionais e internacionais como Jorge Luis Borges, Adolfo Bioy Casares, Ernesto Sabato, Silvina Ocampo, Alejandra Pizarnik, José Bianco, Virginia Woolf, Carl Gustav Jung,André Malraux, T.E. Lawrence, Martin Heidegger, Jean Genet, E.M. Forster, Henri Michaux, Lanza del Vasto, Henry Miller, Vladimir Nabokov, Robert Musil, Yukio Mishima, Georges Bataille, Theodor W. Adorno e Walter Benjamin, até parar parcialmente sua publicação em 1971.
Em 1941, instalou-se em sua residência Villa Ocampo — hoje um museu pertencente à UNESCO —, que se tornou um local de recepção para figuras como Rabindranath Tagore, Albert Camus, Graham Greene, Ígor Stravinsky, Saint-John Perse, Denis de Rougemont, Pierre Drieu La Rochelle, Roger Caillois, Ernest Ansermet, Christopher Isherwood e Indira Gandhi.
Foi presidente do Fondo Nacional de las Artes de 1958 a 1973 e recebeu diversas distinções, incluindo doutorados honoris causa ortogados por várias universidades. Entre as distinções mais importantes estão as condecorações da Ordem Nacional da Legião de Honra e de Ordem das Artes e das Letras concedidas em 1962 pelo governo francês, a distinção da Ordem do Império Britânico concedida pela Rainha Elizabeth II do Reino Unido, a Médaille d’Or du Rayonnement Français concedida pela Academia Francesa em 1965 e o Prêmio Maria Moors Cabot concedido em 1965 pela Universidade Columbia. Em 1967, a Universidade de Harvard a fez Doutora Honoris Causa e em 1968 a Universidade Vishwa Bharati da Índia concedeu-lhe o mesmo título. Em 1977, tornou-se a primeira mulher eleita membro da Academia Argentina de Letras.

## Obra
Escreveu vários ensaios, entre eles os dedicados a Emily Brontë, Lawrence da Arábia e Virginia Woolf, incontáveis artigos, uma longa série de "Testimonios" (dez volumes no total, que foram publicados entre 1935 e 1977) e uma autobiografia, publicada em seis volumes logo depois de sua morte. Essas duas últimas obras são consideradas valiosos documentos históricos sobre a cultura e as relações da intelectualidade argentina com a literatura europeia e, ocasionalmente, estadunidense.